# توکونائو
توکونائو (به اسپانیایی: Toconao) یک منطقهٔ مسکونی در شیلی است که در منطقه آنتوفاگاستا واقع شده‌است. توکونائو ۲٬۴۸۵ متر بالاتر از سطح دریا واقع شده‌است.